# Alexander Belonogoff
Alexander Belonogoff (født 17. april 1990 i Moura) er en australsk roer.
Belonogoff begyndte sin seniorkarriere i dobbeltsculler, og han vandt ved VM i 2014 sammen med James McRae bronze i denne båd. Ved OL 2016 i Rio de Janeiro var han og Mcrae blevet sat sammen med Karsten Forsterling og Cameron Girdlestone i dobbeltfireren. De vandt deres indledende heat, men måtte i finalen se Tyskland vinde guld, mere end et sekund foran australierne på sølvpladsen, mens Estland tog bronzemedaljerne.

## OL-medaljer
- 2016:  Sølv i dobbeltfirer